# I liga paragwajska w piłce nożnej (1919)
Mistrzem Paragwaju został klub Cerro Porteño, natomiast wicemistrzem Paragwaju został klub Club River Plate.
Mistrzostwa rozegrano systemem każdy z każdym mecz i rewanż. Najlepszy w tabeli klub został mistrzem Paragwaju.
Z ligi spadł klub Marte Atlético Luque, a na jego miejsce awansował klub Club Presidente Hayes.

## Primera División

### Wyniki
| Data                 | Mecz                                         |
| -------------------- | -------------------------------------------- |
| 12 października 1919 | Club River Plate - Marte Atlético Luque 16:0 |

### Tabela końcowa sezonu 1919
W tabeli pewne są jedynie miejsca 1, 2, 9 i 10.
| Poz | Klub                  | Punkty |
| --- | --------------------- | ------ |
| 1   | Cerro Porteño         | 26     |
| 2   | Club River Plate      | 23     |
| 3   | Club Olimpia          | 22     |
| 4   | Club Libertad         | 21     |
| 5   | Club Guaraní          | 21     |
| 6   | Club Sol de América   | ?      |
| 7   | Club Nacional         | 15     |
| 8   | Atlántida SC          | 15     |
| 9   | Sastre Sport Asunción | 9      |
| 10  | Marte Atlético Luque  | 5      |